# Cuenca del Corentín
La cuenca del Corentín, o Corantijn, es uno de un gran número de sitios arqueológicos ubicados en el interior de Surinam. Los sitios arqueológicos de Surinam, permiten obtener información sobre poblaciones humanas prehistóricas (amerindios o indios) que habitaban en la zona de Surinam con anterioridad a 1492. En el sitio arqueológico de la cuenca del río Corentín, se han encontrado la mayoría de los petroglifos descubiertos en la zona. Los petroglifos proveen importantes pistas sobre el mundo ceremonial, mítico y religioso de estas poblaciones del pasado.
En el sitio es hábitat del Pseudoplatystoma, un género de peces gato de Sudamérica.